# Athrycia macquarti
Athrycia macquarti là một loài ruồi trong họ Tachinidae.